# БК Химки
БК Химки е руски баскетболен отбор, основан през 1997 г. Цветовете му са жълто и синьо. Двукратен победител в Еврокъп и шампион в Обединена ВТБ Лига през сезон 2010/11.

## История
Клубът е основан на 5 януари 1997 г.. През сезон 1997/98 дебютира в Първа лига на Русия и я печели. На следващия сезон печели и Висшата лига и се класира за Суперлига А. През 2000 г. дебютира в европейските турнири с участие в Корач къп, като за тима играят ветеранът Сергей Базаревич и центърът на руския национален отбор Виталий Носов.
В сезон 2002/03 отборът завършва на четвърто място и става единственият тим, победил ЦСКА Москва в неговата зала през сезона. Година по-късно Химки става пети в първенството и достига до последните 4 отбора в турнира националната купа. През 2004/05 Химки участва в Чалъндж къп и се класира на трето място. В 2005/06 клубът става вицешампион и достига финал на Чалъндж къп. Две години по-късно Химки взима първия си трофей в историята, печелейки националната купа.
През лятото на 2009 г. тимът дебютира в Евролигата под ръководството на треньора Серджио Скариоло. Химки е подсилен с подсилен с испанските национали Карлос Кабесас и Раул Лопес, както и с литовския център Робертас Явтокас. Отборът достига топ 16, като отпада от Каха Лаборал.
На 22 януари 2011 г. поставят рекорд за най-голяма победа в шампионата на Русия – 102:69 срещу Енисей Красноярск. През сезон 2010/11 печели Обединена ВТБ Лига под ръководството на треньора Римас Куртинайтис. През април 2012 г. клубът постига своя първи европейски трофей, печелейки Еврокъп. През сезон 2014/15 Химки повтаря това си достижение.
През лятото на 2021 г. Химки напуска Обединената ВТБ Лига поради липса на финансиране.

## Успехи
- Купа на Русия – 2008
- Обединена ВТБ Лига – 2011
- Еврокъп – 2012, 2015

## Състав
| №        |         | Играч                 | Позиция           | Ръст    | Тегло   |
| Гардове  | Гардове | Гардове               | Гардове           | Гардове | Гардове |
| -------- | ------- | --------------------- | ----------------- | ------- | ------- |
| 1        |         | Алексей Швед          | Пойнт гард        | 198 cm. | 86 kg   |
| 8        |         | Вячеслав Зайцев       | Пойнт гард        | 190 cm. | 87 kg   |
| 24       |         | Стефан Йович          | Пойнт гард        | 198 cm. | 94 kg   |
| 3        |         | Ерик Макколум         | Шутинг гард       | 188 cm. | 87 kg.  |
| 7        |         | Сергей Карасьов       | Шутинг гард/Крило | 201 cm  | 95 kg   |
| 9        |         | Егор Вялцев           | Шутинг гард       | 193 cm  | 88 kg   |
| 18       |         | Евгений Воронов       | Шутинг гард       | 190 cm  | 84 kg   |
| 18       |         | Дайрис Бертанс        | Шутинг гард       | 193 cm  | 91 kg   |
| Крила    |         |                       |                   |         |         |
| 12       |         | Сергей Моня (капитан) | Леко крило        | 202 cm  | 100 kg  |
| 6        |         | Янис Тима             | Леко крило        | 203 cm  | 103 kg  |
| 17       |         | Владислав Одиноков    | Тежко крило       | 203 cm  | 85 kg   |
| 16       |         | Максим Барашков       | Тежко крило       | 201 cm  | 93 kg   |
| 17       |         | Иван Евстигнеев       | Тежко крило       | 193 cm  | 84 kg   |
| 33       |         | Йонас Йеребко         | Тежко крило       | 208 cm  | 105 kg  |
| 55       |         | Джордан Мики          | Тежко крило       | 203 cm. | 107 kg. |
| Центрове |         |                       |                   |         |         |
| 10       |         | Андрей Десятников     | Център            | 220 cm  | 113 kg  |
| 15       |         | Грег Монро            | Център            | 211 cm  | 120 kg  |
| 31       |         | Девин Букър           | Център            | 205 cm  | 113 kg  |

## Известни играчи
- Никита Моргунов
- Алексей Саврасенко
- Алексей Швед
- Виталий Фридзон
- Сергей Моня
- Александър Петренко
- Тимофей Мозгов
- Раул Лопес
- Хорхе Гарбахоса
- Кийт Ланфорд
- / Кели Макарти
- / Дий Бост